# Singijeon (film)
Pour plus de détails, voir Fiche technique et Distribution.
Singijeon (신기전) est un film sud-coréen réalisé par Kim Yoo-jin, sorti en 2008.

## Synopsis
Durant le règne de Sejong le Grand, la Corée fait face à la menace grandissante de la Chine. Le sort du royaume semble dépendre d'un projet d'arme inachevé, le singijeon.

## Fiche technique
- Titre : Singijeon
- Titre original : 신기전
- Titre anglais : The Divine Weapon
- Réalisation : Kim Yoo-jin
- Scénario : Lee Man-hee et Shin Hyeon-jeong
- Musique : Choi Yong-rock, Jo Sung-woo
- Photographie : Byun Hee-sung
- Montage : Kim Hyeon
- Production : Lee Joo-hyun
- Société de production : CJ Entertainment, Cinema Service et KnJ Entertainment
- Pays :  Corée du Sud
- Genre : Aventure, drame et historique
- Durée : 134 minutes
- Dates de sortie : 
  -  Corée du Sud : 4 septembre 2008

## Distribution
- Jeong Jae-yeong : Seol-joo
- Han Eun-jeong : Hong-ri
- Huh Joon-ho : Chang-kang
- Ahn Sung-ki : le roi Sejong le Grand
- Bae Geon-sik : le chercheur
- Han Seong-sik : le majordome de Hong-man
- In Gyo-jin : In-ha
- Jeong Seong-mo : Sa Ma-soon
- Lee Do-gyung : Hong-man
- Lee Seung-geun : Bong-gu
- Ryu Hyeon-kyeong : Bang-wook
- Kim Myeong-su : Gya Oh-ryung

## Distinctions
Le film a été nommé pour sept Grand Bell Awards et en a reçu trois : meilleur film, meilleur montage et meilleurs effets sonores.